# لینه هاوگستد
لینه هاوگستد (دانمارکی: Line Haugsted؛ زادهٔ ۱۱ نوامبر ۱۹۹۴) بازیکن هندبال اهل دانمارک است.